# Người Kháng
Người Kháng, còn gọi là Xá Khao, Xá Xúa, Xá Đón, Xá Dâng, Xá Hộc, Xá Aỏi, Xá Bung, Quảng Lâm, là dân tộc cư trú tại bắc Việt Nam và Lào. Họ là một dân tộc trong số 54 dân tộc tại Việt Nam.
Người Kháng nói tiếng Kháng, là ngôn ngữ thuộc ngữ tộc Môn-Khmer. Tuy nhiên vị trí của nó trong nhánh Môn-Khmer chưa được xác định rõ ràng, Tiếng Kháng được cho là thuộc ngữ chi Khơ Mú hoặc ngữ chi Palaung

## Dân số và địa bàn cư trú

### Tại Việt Nam
Tại Việt Nam, người Kháng cư trú tại Sơn La và Lai Châu. Dân số theo điều tra dân số năm 1999 là 10.272 người.
Theo Tổng điều tra dân số và nhà ở năm 2009, người Kháng ở Việt Nam có dân số 13.840 người, cư trú tại 25 trên tổng số 63 tỉnh, thành phố. Người Kháng cư trú tập trung tại các tỉnh: 
Sơn La (8.582 người, chiếm 62,0% tổng số người Kháng tại Việt Nam), 
Điện Biên (4.220 người, chiếm 30,5% tổng số người Kháng tại Việt Nam), 
Lai Châu (960 người).

### Tại Lào
Tại Lào, dân tộc này được gọi bằng các tên gọi như: Phong-Kniang, Pong 3, Khaniang, Kenieng, Keneng, Lao Phong với dân số khoảng 1.000 người (số liệu theo Wurm và Hattori, 1981).

## Kinh tế
Người Kháng làm rẫy theo lối chọc lỗ tra hạt, trồng nhiều lúa nếp làm lương thực chính, nay nhiều nơi chuyển sang cày bừa đất, gieo hạt, có ruộng bậc thang nhưng không nhiều. Họ chăn nuôi gà, lợn, trâu là phổ biến. Đồ đan: ghế, rổ, rá, nia, hòm, gùi... và thuyền độc mộc kiểu đuôi én được người Thái ưa dùng. Người Kháng thường dùng loại gùi một quai, đeo qua trán. Họ trồng bông rồi đem bông đổi lấy vải và đồ mặc của người Thái.

## Văn hóa
Theo phong tục Kháng, người chết được chôn cất chu đáo, trên mộ có nhà mồ, có các đồ vật dành cho người chết: hòm đựng quần áo, giỏ cơm, ống hút rượu, bát, đũa... phía đầu mộ chôn một cột cao 4-5 mét, trên đỉnh có con chim gỗ và treo chiếc áo của vợ hay chồng người chết.
Người Kháng có quan niệm mỗi người có 5 hồn, hồn chính trên đầu và 4 hồn kia ở tứ chi. Khi chết mỗi người biến thành "ma ngắt" ngụ ở 5 nơi. Hồn chủ thành ma ở nhà, chỗ thờ tổ tiên là "ma ngắt nhá", hồn tay phải trên thiên đàng là "ma ngắt kỷ", hồn tay trái ở gốc cây làm quan tài là "ma ngắt hóm", hồn chân phải ở nhà mồ là "ma ngặt mơn", hồn chân trái lên trời thành ma trời là "ma ngặt xừ ù".

## Nhà cửa
Người Kháng ở nhà sàn. Nhà thường có 3 gian 2 chái, mái kiểu mu rùa và hai cửa ra vào ở hai đầu nhà, 2 cửa sổ ở hai vách bên. Trước kia, mái ở hai đầu hồi thường được làm thẳng, hiện nay nhiều nơi đã làm mới hình mái rua như nhà Thái Đen. Mỗi nhà có hai bếp lửa (một bếp để nấu ăn hàng ngày, còn một bếp để sưởi và để nấu đồ cúng khi bố mẹ chết).

## Trang phục
Cá tính tộc người mờ nhạt giống phong cách trang phục Thái đen. Phụ nữ nhuộm răng đen, ăn trầu.

## Người Kháng có danh tiếng
| Tên              | Sinh thời | Hoạt động                                                                                          |
| ---------------- | --------- | -------------------------------------------------------------------------------------------------- |
| Quàng Thị Nguyên | 1984-...  | Giáo viên, đại biểu Quốc hội Việt Nam khóa 13 (2011-2016), quê xã Nậm Giôn, huyện Mường La, Sơn La |